# Берёзки (Кизильский район)
Берёзки — посёлок в Кизильском районе Челябинской области России. Входит в сельское поселение Путь Октября.

## География
Расположен в северной части района. Расстояние до районного центра села Кизильского 53 км.

## История
Поселок основан на месте хутора, построенного в 1929 году..

## Население
| 2002 | 2010 |
| ---- | ---- |
| 377  | ↘300 |

(в 1970 — 509, в 1983 — 488, в 1995 — 394)

## Улицы
- Береговая,
- Дружбы,
- Лесная,
- Молодёжная,
- Степная,
- Центральная,
- Школьная.